# Vivastreet
Vivastreet est un site web de petites annonces. Le site appartient à la société britannique DV International.

## Historique
Lancé de manière entrepreneuriale, Vivastreet est édité dans 16 pays : la France, le Royaume-Uni, le Brésil, l’Italie, la Belgique, l'Inde, l'Argentine, le Chili, la Colombie, le Venezuela, le Maroc, l'Irlande, les États-Unis, le Portugal, l'Espagne et le Mexique.
En 2014, Vivastreet a vendu sa filiale mexicaine au géant eBay.

## Site
En 2020, Vivastreet compte huit catégories dont l'aide à la personne, l’emploi, l’immobilier, l’auto, ou encore les animaux.
La section « aide à la personne »  contient  les annonces d’aides à domicile, de gardes d’enfants, et les services ménagers.
La section Vivastreet Emploi & Formation connaît en 2010 une forte croissance, et passe de 12 000 à 25 000 annonces. C’est à cette époque que Vivastreet amorce un plan de développement dédié particulièrement à cette section. Dans ce cadre, le site a créé la première Régie Emploi digitale, avec les sites web d'emplois Jobintree et l'Express Emploi,
La section « Immobilier » de Vivastreet s’adresse aussi bien aux particuliers qu’aux professionnels. En 2014, Vivastreet lance la section « Immo Pro », offre entièrement destinée aux professionnels. Le système de monétisation de cette section est double : par acte ou par contrat d’une durée de douze mois.

## Controverses
Anonymat des annonceurs
En 2008, le site ne vérifie pas l'identité des annonceurs. Virginie Pons, responsable de la modération sur Vivastreet.fr explique les règles de modération.

### Proxénétisme
Selon le quotidien Le Monde, Vivastreet « tire une partie importante de ses revenus de l’escorting ». Le journal estime que les annonces liées à l'escorting représenteraient ainsi en janvier 2017 plus de 40 % du chiffre d'affaires du site, soit « entre 11 millions d’euros et 21 millions d’euros par an ». L'estimation des bénéfices du site est rendue difficile car sa maison-mère, le groupe W3, a son siège social dans le paradis fiscal de Jersey.
En 2016, les parents d'une jeune fille mineure, qui se faisait passer pour une femme de 20 ans et proposait des services de massages sur Vivastreet, portent plainte contre le site pour proxénétisme. Le député Guy Geoffroy souhaitant encourager les poursuites pénales en la matière. Ce dernier déclare : « C'est une totale hypocrisie parce qu'il y a un maquillage pour respecter l'apparence légale et derrière cela, il y a de l'argent et donc du proxénétisme. Il faut poursuivre avec les moyens que la loi nous donne pour lutter contre le proxénétisme ».
Le quotidien Le Télégramme pointe le rôle des annonces déposées sur Vivastreet dans le développement d'une prostitution itinérante en Bretagne,.
En 2016, Vivastreet figure parmi une liste de plusieurs centaines de sites bannis dans une opération menée par les autorités en Inde contre les sites d'escort. L'accès au site a depuis été rétabli.
En avril 2017, à la suite d'une plainte contre X déposée par le Mouvement du Nid, association abolitionniste, la presse annonce que le site fait l'objet d'une enquête préliminaire pour « proxénétisme aggravé » . L'association du Mouvement du nid estime, après avoir eu recours à une procédure de testing, que la légalité des annonces publiées est incertaine, même si le directeur général du site assure qu'elles sont modérées,.
En juin 2018, Vivastreet suspend sa rubrique « Rencontres » pour la France en indiquant les motifs suivants:  « en dépit de nos efforts, il a été suggéré que certains utilisateurs font un usage inapproprié de notre site, en agissant d’une manière qui serait contraire à nos conditions générales. En conséquence, nous avons décidé de suspendre notre section Rencontres depuis le mois de juin 2018, afin de prévenir tout abus » ; tout en redirigeant vers d'autres filiales européennes[source insuffisante].
Au Royaume-Uni, le site continue à susciter beaucoup de controverses,.
Les membres du comité restreint des affaires intérieures critiquent la politique de collaboration avec des entreprises telles que Vivastreet. Le site avait fait l'objet d'une enquête média de la BBC en 2021. A côté de cela, le site n'adopte pas de système de modération ou de vérification d'identité des annonceurs, ce qui ternit la réputation du site. De faux profils sont régulièrement créés.
Neelam Patankar admet que le site fût géré de façon fort naïve et que des paiements anonymes subsistent.

### Procédures judiciaires
En 2015, l'ASA, autorité de contrôle des publicités au Royaume-Uni considère irresponsable une campagne de publicité pour la section « Rencontres » du site Vivastreet. L’ASA tire son argument du caractère extérieur des affiches sur arrêts de bus, qui sont susceptibles d’être vues par des mineurs.
En décembre 2016, le Mouvement du Nid, association qui milite pour l’abolition de la prostitution, dépose une plainte contre X en raison de certaines annonces du site Vivastreet. Celle-ci mènera à l'ouverture d'une information judiciaire par le Parquet de Paris 30 mai 2018 pour proxénétisme aggravé contre X,.
Un rapport d’information de l’Assemblée nationale française de 2011 indique que Vivastreet collabore avec les autorités dans la poursuite des auteurs d’infractions qui utiliseraient Vivastreet,.
Ainsi, lorsque la plainte contre X de 2017 est déposée, l'enquête est confiée à l'Office central pour la répression de la traite des êtres humains (OCRTEH) dont France Inter indique qu'il « travaille depuis plusieurs années en partenariat » avec Vivastreet, la société fournissant régulièrement aux services de police des informations sur les annonces postées sur le site. Bernard Petit, directeur de la Police judiciaire à Paris fournit des attestations en ce sens.
Le 8 décembre 2023, un rapport sur le trafic humain souligne que le site ne prend pas les mesures minimales et nécessaires pour contrôler l'âge des annonceurs de la rubrique "escort girl", que la quinzaine d'entrevue avec la National Crime Agency n'a aboutit à rien de concret. Ce rapport encourage l'autorité Ofcom à légiférer d'urgence au sujet de ces sites.